# 巴士因子

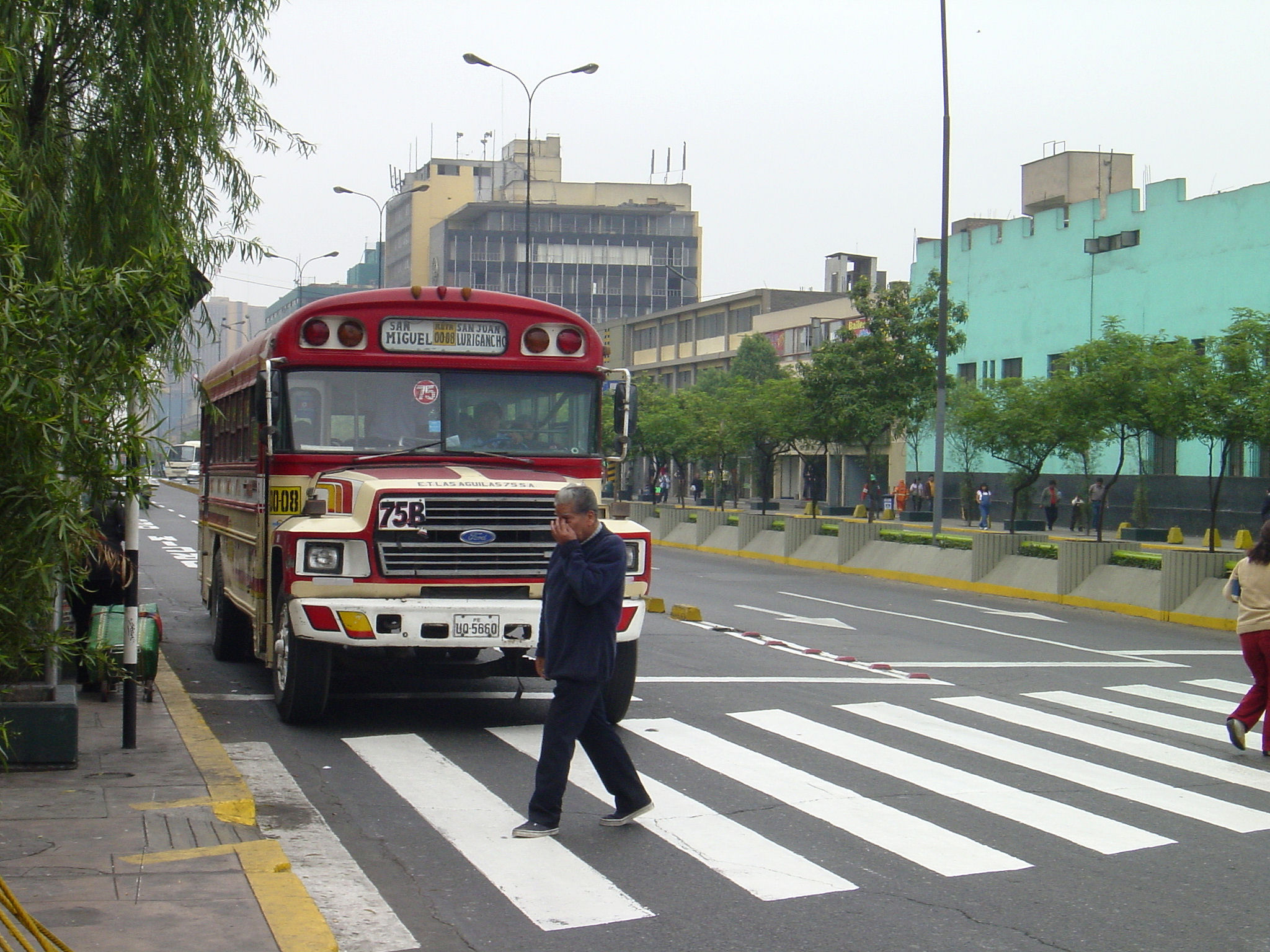
如果巴士撞倒了這個行人，專案能繼續進行嗎?

巴士系数是软件开发中关于软件專案成员之间訊息与能力集中、未被共享的衡量指标，也有些人稱作「貨車因子」、「卡車因子」（lottery factor/truck factor）。一个專案或計畫至少失去若干关键成员的参与（“被巴士撞了”，指代职业和生活方式变动、婚育、意外伤亡等任意导致缺席的缘由）即导致專案陷入混乱、瘫痪而无法存续时，这些成员的数量即为巴士系数。
对关键成员的诠释为“对專案不可或缺”，即其掌握的專案訊息（例如设计、源码、知识）并不被众多其他成员所熟悉、共享。在一个巴士系数很高的專案中，就算某个人突然不参与工作，也会有很多其他个人掌握相关的專案訊息而足以接替他的位置。
“巴士系数”作为术语在1998年起就已经在工商管理领域较为常见，Debian專案文件中也有正式提及。